# Biserica franciscanilor din Târgu Mureș
Biserica Franciscanilor (în maghiară Barátok temploma) a fost un lăcaș de cult romano-catolic aparținând ordinului franciscanilor din Târgu Mureș, cu hramul Sfântul Emeric, fiul regelui Ștefan I al Ungariei și al soției acestuia, regina Ghizela de Bavaria, sora împăratului Heinrich al II-lea. Biserica și mănăstirea au fost demolate în 1971, odată cu începerea lucrărilor la clădirea Teatrului Național. Din mănăstire s-au păstrat zidurile fundației și turnul baroc în spatele căruia se află intrarea în cavoul călugărilor.

## Istoric
Potrivit Repertoriului Arheologic Național (RAN) pe locul fostei mănăstirii a existat o locuire în perioada romană, prima datare cunoscută a mănăstirii care a existat pe acest loc este în secolele al XIV-lea și XV-lea. Turnul clopotniței este datat din 1755.
Conform plăcii istorice de pe clădire, ordinul franciscanilor a avut sediul în această mănăstire între anii 1735-1872.
După demolarea mănăstirii și bisericii franciscanilor Arhidieceza de Alba Iulia a primit aviz de construcție pentru biserica Sfântul Emeric din Târgu Mureș în Cartierul Ady Endre. Edificiul religios, în care sunt expuse vitraliile bisericii vechi, a fost sfințit de către episcopul Áron Márton la 28 mai 1972, după ce clădirea cinematografului din zonă a fost transformată într-o biserică după proiectul lui Tibor Gyenes. Parohia numărul doi din Târgu Mureș a rămas până în anul 2006 în folosința franciscanilor.
Ultima cercetare sistematică a sitului arheologic a fost în 2010.

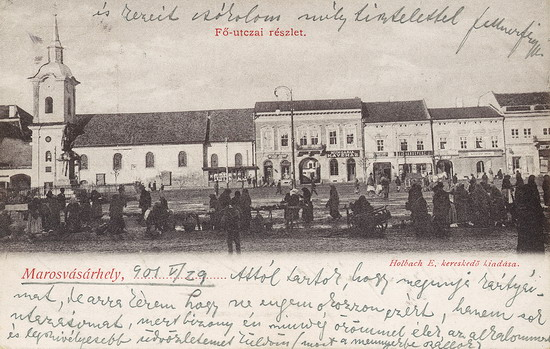
Mănăstirea în 1901
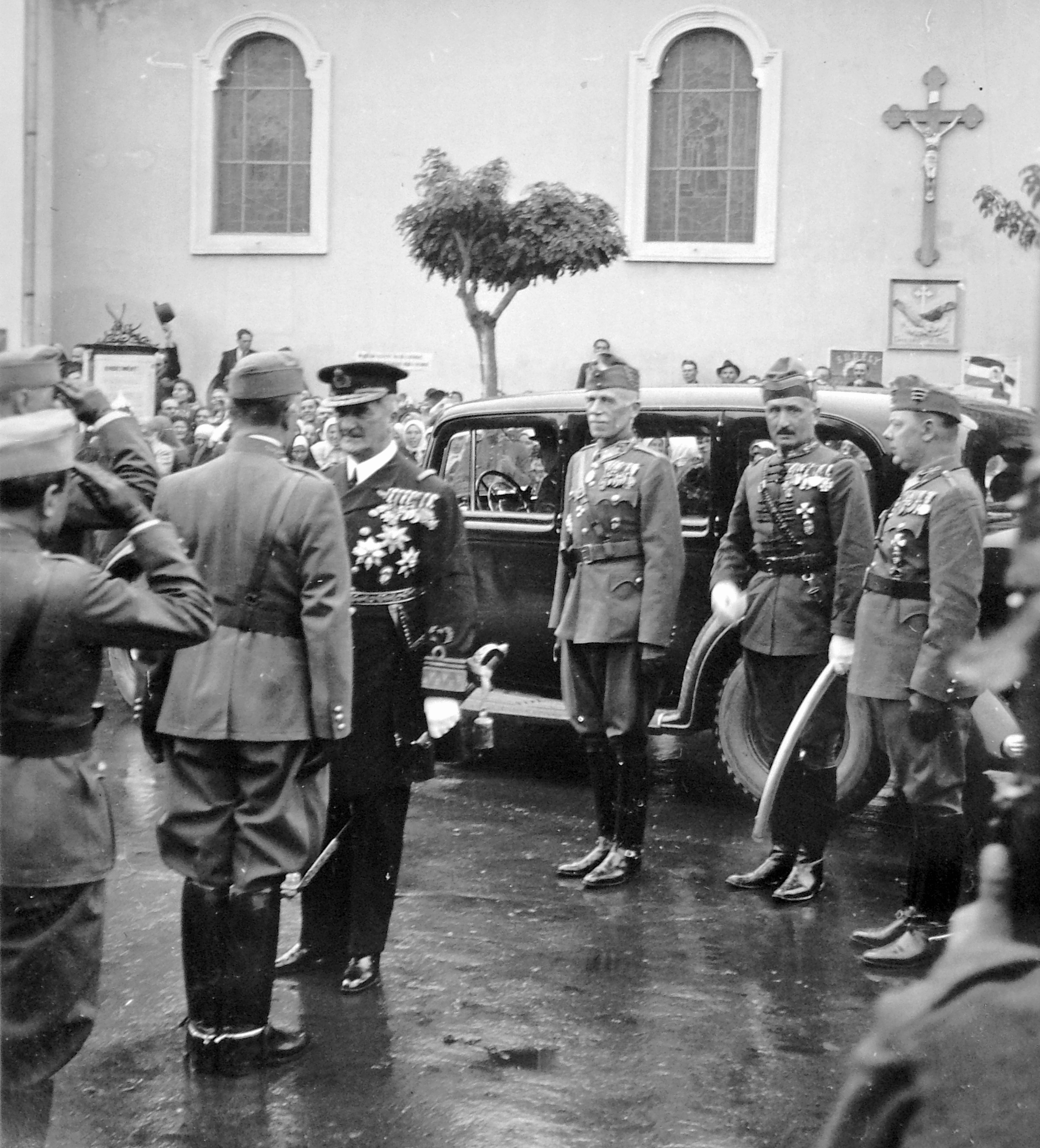
Biserica franciscanilor în 1940
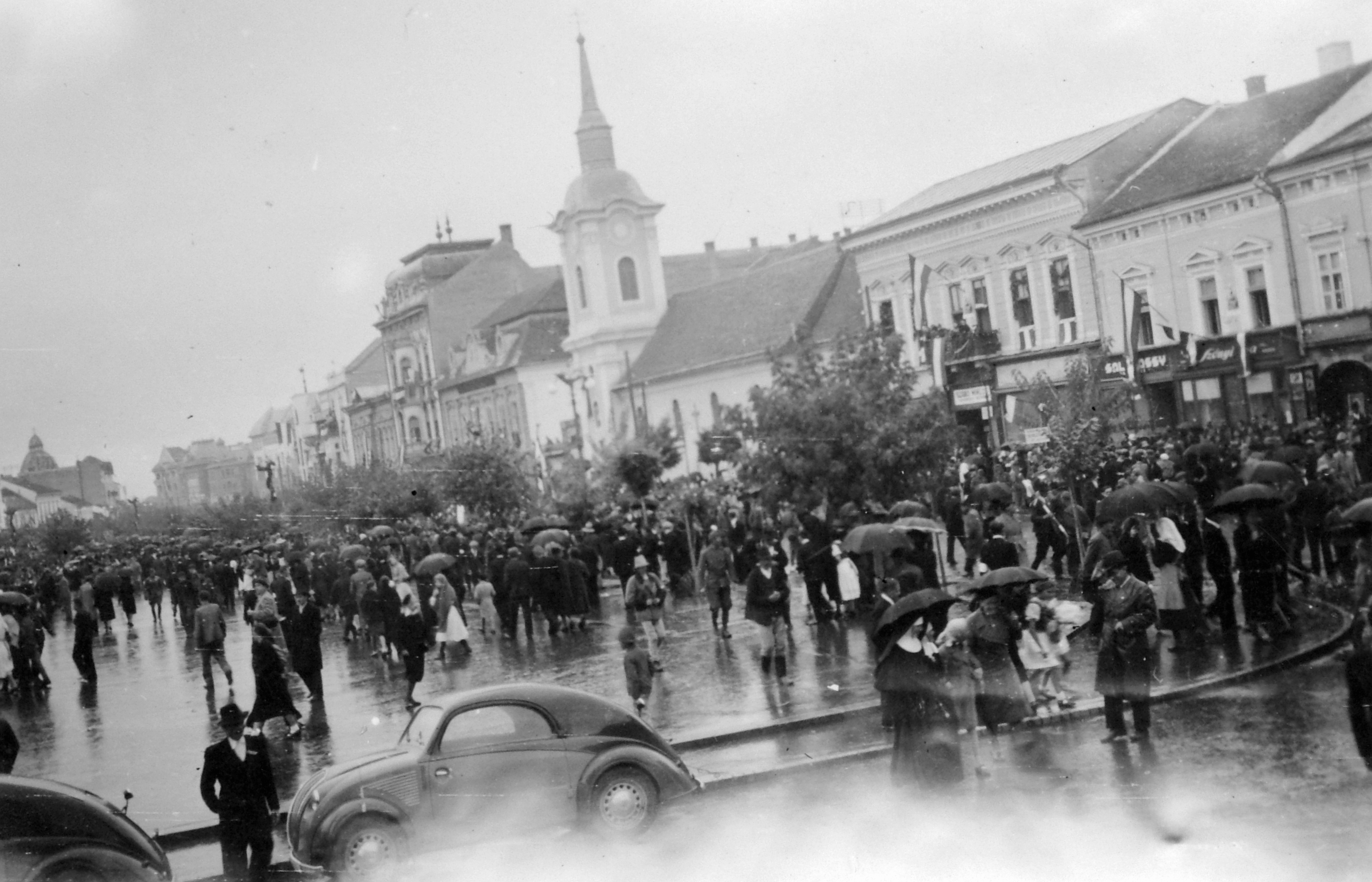
Turnul și biserica în 1940